# Barbería de monos y gatos
Barbería de monos y gatos es una pintura satírica realizada por un seguidor del pintor flamenco David Teniers el Joven en el siglo XVII. Esta obra es relevante porque utiliza a monos y gatos como alegoría de las relaciones de poder en Flandes durante la época. En la pintura, los monos representan el poderío económico de la región de Flandes sobre los franceses –retratados como gatos, a quienes se les recortan los bigotes para que pierdan el sentido de la orientación.
La barbería fue una de las alegorías preferidas de David Teniers el Joven, junto con la taberna, como se demuestra también en el cuadro Taberna de monos. Barbería de monos y gatos forma parte de la colección del Museo Soumaya de la Ciudad de México.